# Sylvia Voß
Sylvia Voß (* 5. Mai 1954 in Leipzig, DDR) ist eine deutsche Politikerin (Bündnis 90/Die Grünen, Die Linke).

## Leben und Beruf
Nach dem Studium der Humanmedizin an der Friedrich-Schiller-Universität Jena wurde Sylvia Voß Fachärztin für Dermatologie/Venerologie, speziell Allergologie am Klinikum Ernst von Bergmann, Potsdam.
Sylvia Voß machte Naturschutzarbeit in der DDR, nach der Wende wurde sie Mitbegründerin des Naturschutzbund Havelland (später NABU). Seit 2002 ist sie Mitglied im Bund für Umwelt und Naturschutz Deutschland e. V. (BUND) und leistet dort aktive Arbeit im Vorstand und in den BAKs Naturschutz und Tourismus. Sie ist auch Mitbegründerin der Alleenschutzgemeinschaft.
Sylvia Voß ist verheiratet, hat zwei erwachsene Söhne und eine Enkelin.

## Partei
Von 1994 bis 1998 war Sylvia Voß Landesvorsitzende von Bündnis 90/Die Grünen Brandenburg und Sprecherin des Arbeitskreises Ökologie/Tierschutz. Sie war bis 2004 Mitglied in der Partei Bündnis 90/Die Grünen und trat 2007 in die Partei Die Linke ein.

## Abgeordnete
Von 1990 bis 1994 war Sylvia Voß Vizepräsidentin des Kreistages Potsdam und Vorsitzende des Umweltausschusses. Von 1994 bis 1998 war sie Vizepräsidentin der Stadtverordnetenversammlung Potsdam.
Von 1998 bis 2002 war sie Mitglied des Deutschen Bundestages. Hier war sie Sprecherin der Bundestagsfraktion Bündnis 90/Die Grünen für Naturschutz und Tourismus.